# 屠冶九
屠冶九（1927年—），男，江苏常州人，中国作曲家、音乐教育家，中国音乐学院教授，曾任中国音乐家协会理事。